# Amerykański ninja 2: Konfrontacja
Amerykański ninja 2: Konfrontacja (ang. American Ninja 2: The Confrontation) – amerykański film sensacyjny z 1987 roku w reżyserii Sama Firstenberga, kontynuacja filmu Amerykański ninja z 1985 roku.
Film doczekał się kontynuacji filmów: Amerykański ninja 3: Krwawe łowy (1989), Amerykański ninja 4: Unicestwienie (1990) i Amerykański ninja 5 (1993).

## Opis fabuły
Z amerykańskiej bazy marynarki wojennej na Karaibach znikają żołnierze. Sprawą zajmują się oficerowie Joe Armstrong (Michael Dudikoff) i Curtis Jackson (Steve James). Odkrywają, że boss narkotykowy Leo Burke prowadzi eksperymenty. Chce stworzyć nowy gatunek ludzi.

## Obsada
- Michael Dudikoff jako Joe Armstrong
- Steve James jako Curtis Jackson
- Larry Poindexter jako sierżant Charlie McDonald
- Gary Conway jako Lew
- Jeff Celentano jako Dziki Bill Woodward
- Michelle Botes jako Alicia Sanborn
- Mike Stone jako Tojo Ken
- Len Sparrowhawk jako Pat McCarthy
- Jonathan Pienaar jako Taylor
- Bill Curry jako sierżant Singh

i inni